# Богачки
Богачки (лат. Plusia) — род бабочек из семейства совок (Noctuidae).

## Описание
Отличительные признаки рода: сяжки длинные, у самца с очень короткими волосками, хоботок очень длинный, грудь без хохолка. На верхней стороне брюшка хохолок, крылья, передняя пара которых заострена, в спокойном состоянии складываются кровлеобразно.
Богачки летают не только ночью и в сумерки, но даже днём и отличаются от прочих совиноголовок яркой, металлически блестящей окраской. Гусеницы 12-и ногие, спереди тонкие, сзади утолщающиеся, с бородавками, несущими тонкие одиночные волоски. Куколки стройные в шелковистом коконе. Они помещаются между листьями.

## Виды
- Plusia alepica
- Plusia barbara
- Plusia coalescens
- Plusia conjuncta
- Plusia contexta
- Plusia disconulla
- Plusia festata
- Металловидка злаковая[1] (Plusia festucae)
- Plusia festucella
- Plusia gracilis
- Plusia ignita
- Plusia japonibia
- Plusia juncta
- Plusia kamtschadala
- Plusia kurilensis
- Plusia major
- Plusia manchurica
- Plusia marisola
- Plusia maroccana
- Plusia mendocinensis
- Plusia miniana
- Plusia nichollae
- Plusia obscura
- Plusia parvomaculata
- Plusia punctistigma
- Plusia putnami
- Plusia splendida
- Plusia striatella
- Plusia venusta
- Plusia yokohamensis